# Пандемия от COVID-19 във Франция
Пандемията от коронавирус във Франция започва на 24 януари 2020 г., с първи потвърден случай в Европа, при който е приет пациент в болница в град Бордо. На 15 февруари 2020 г. в Европа е регистриран първият смъртен случай от коронавирус. Френският министър на здравеопазването Анес Бузин съобщава, че 80-годишен китайки турист е починал във Франция, което е първият смъртен случай извън Азия.